# Martirio de san Juan Bautista (Masaccio)
El Martirio de san Juan Batista de Masaccio es una pintura realizada al temple sobre tabla en 1426. Sus medidas son 30,5 x 21cm y se trata de uno de los diez paneles que componían el Políptico de Pisa y que se hallan distribuidos por diversos museos. Esta pieza concretamente se conserva en el Museo Estatal de Berlín.

## Historia
Destinado a la iglesia del Carmen de Pisa, para el altar de la capilla del notario Giuliano di Colino, el Políptico de Pissa es la obra mejor documentada de Masaccio gracias a un comprador especialmente puntilloso que anotó todos los pagos e incentivos hechos al pintor.
El 19 de febrero de 1426 el artista estaba en Pisa para firmar el contrato y después de varios incentivos económicos y requerimientos para que se ocupara de la obra en exclusiva, el 26 de diciembre Masaccio recibía el último pago por su trabajo. 
En el 1568 Giorgio Vasari lo ve y lo describe en la segunda edición de su obra Le vite. En el curso de los siglos XVII o XVIII el políptico fue retirado del altar y la obra se dispersa permaneciendo actualmente algunas de sus tablas en paradero desconocido. 
Los tres paneles de la predela, del que formaba parte el Martirio de san Juan Bautista, se encuentran todos en Berlín aunque se adquirieron en fechas diferentes. Los paneles de la Adoración de los Reyes Magos y el del Martirio de san Juan Bautista se encontraban en la colección Capponi de Florencia cuando fueron cedidos a Berlín en 1880. La tercera, la Historia de san Julian y san Nicolás entró a formar parte de la colección en 1908 con una procedencia incierta.   

## Descripción

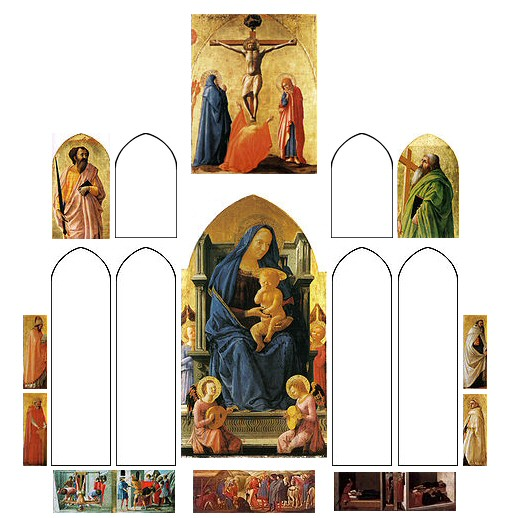
Reconstrucción posible del Políptico de Pisa de Masaccio. Abajo a la izquierda, formando parte de la predela, se encuentra el Martirio de san Juan Bautista.

La obra formaba parte de la predela, concretamente del lado izquierdo, debajo de un panel perdido de san Juan Bautista. La escena muestra la decapitación del santo, justo un momento antes de que el martirio se complete. En primer plano, a la izquierda, un comandante con el bastón ordena la ejecución como indica su gesto elocuente y dos soldados la llevan a cabo. Uno, de espalda, está preparando el golpe de gracia con la espada, mientras otro sujeta la cabeza del santo por el pelo y lo golpea con un bastón.
Masaccio se esforzó en representar la violencia de los ejecutores, a uno de los cuales, el ejecutor material, oculta su cara y por tanto su lado humano. El gesto rotatorio de la espada en escorzo que está a punto de abatirse es remarcado, aparte de por la posición del verdugo, por su vestido que se agita con el movimiento. Él usa la túnica corta de los paganos, la misma con la que Masaccio viste, por ejemplo, al caballero sin escrúpulos en el fresco El pago del tributo.
El Bautista, arrodillado sobre una grada y encorvado para ofrecer su cuello al verdugo, se prepara para recibir el martirio con resignación mientras reza con las manos unidas. En su figura se puede percibir también un dolor silencioso, gesto desgarrador en su rostro en penumbra y su posición indefensa. Delante de él se encuentra la cesta donde caerá su cabeza.      
Cerrando la escena, dos guardias jóvenes permanecen detrás de sus altos escudos pintados de rojo lo que proporciona un fondo de violento impacto cromático a la dramática escena. Antiguamente los escudos estaban decorados con motivos y quizás tuvieran también detalles con un bruñido metálico al igual que la espada, la armadura y los cascos, todo eso hoy desaparecido.    
El fondo es un paisaje de montañas rocosas y un suelo de piedra que recuerda a la antigua obra suya de La crucifixión de san Pedro

## Estilo
La obra es un completo ejemplo de un espacio pintado con técnicas ilusionistas donde todos los elementos son colocados racionalmente y enlazados con una rigurosa construcción matemática de la perspectiva.
El espacio también es vivificado con la luz que da realismo y volumen a cada elemento unitario, desde el cuerpo del santo a las piedras del pavimento. 